# (16585) 1992 QR
(16585) 1992 QR là một tiểu hành tinh nằm ở rìa trong của vành đai chính. Nó được phát hiện bởi Henry E. Holt ở Đài thiên văn Palomar ở Quận San Diego, California, ngày 23 tháng 8 năm 1992.